# District de Karkaraly
Le district de Karkaraly (en kazakh : Қарқаралы ауданы) est un district de l'oblys de Karaganda au Kazakhstan.

## Géographie
Le centre administratif du district est la ville de Karkaraly.

## Démographie
En  2013, le district a une population de 40 439 habitants.